# Каліненков Никифор Дмитрович
Никифор Дмитрович Каліненков (1924—1996) — український астроном, засновник астрономічної обсерваторії Миколаївського університету, яка тепер носить його ім'я.

## Біографія

### Початок кар'єри
Никифор Дмитрович Каліненков народився на Смоленщині у селянській родині. Відразу після закінчення школи пішов на фронт. День перемоги зустрів у Берліні в званні старшини.
Після війни навчався в Казанському університеті. 1950 року брав участь в роботах з відновлення 30-сантиметрового рефрактора, а 1951 року, після 4 курсу, проходив практику в Кримській астрофізичній  обсерваторії, де  понайомився з академіком Шайном, який, за спогадами Калиненкова, сильно вплинув на його творчий шлях.
Закінчив університет з відзнакою у 1952 році і залишився працювати на кафедрі астрономії, якою тоді керував ректор університету астрофізик Дмитро Мартинов. Каліненков працював на посаді старшого лаборанта, а потім викладача, беручи активну участь у наукових дослідженнях на кафедрі. 1962 року обійняв посаду завідувача відділом астроприладобудування Астрофізичного інституту в Алма-Аті. 1965 року Каліненков захистив кандидатську дисертацію «Мікрофотометри прямих інтенсивностей». 1967 року працював на кафедрі фізики Миколаївського кораблебудівного інституту, потім рік викладав астрономію в Свердловський університеті.

### Створення обсерваторії в Миколаївському педінституті
1968 року остаточно переїхав до Миколаєва та обійняв посаду доцента кафедри математики Миколаївського державного педагогічного інституту, де викладав аналітичну геометрію та астрономію. На той час інститут вже мав астрономічний павільйон з телескопом-рефрактором АВР-2. Не задовільнившись цим, Каліненков у власним коштом і за власним проєктом збудував 400-міліметровий телескоп-рефлектор системи Річі-Кретьєна — єдиний інструмент такого класу серед всіх педагорічних вишів Радянського Союзу. Телескоп отримав перший астрономічний знімок 11 лютого 1970 року.
А місяцем раніше, 16 січня 1970 року, наказом ректора педагогічного інституту була створення навчально-наукова лабораторія «Астрономічна обсерваторія», а Каліненков став її завідувачем. 9 травня 1975 року, на честь 50-річчя перемоги у Німецько-рядянській війні, колишній фронтовик Каліненков відкрив в обсерваторії новий рефлектор ЗТС-702 діаметром 702 мм, виготовлений за його проектом та з його особистою участю. До 1991 року цей телескоп залишався найбільшим телескопом в Україні. Крім оптичних телескопів, в обсерваторії були створені 4-х метровий радіотелескоп і сонячний радіоінтерферометр. Під керівництвом Каліненкова обсерваторія брала участь у міжнародній програмі наземних спостережень комети Галлея (1985—1987). В 1987—1991 роках Каліненков брав участь у створенні космічного телескопу, який фінансувався за радянською програмою Буран, але так і не був запущений.
1980 року у Миколаївському педінституті було відкрито спеціальність «фізика та астрономія», що було вмотивовано гарним кадровим забезпеченням та найкращою серед педагогічних вишів СРСР матеріальною базою. Каліненков розробив навчальний план нової спеціальності та до кінця свого життя продовжував роботу зі створення навчально-методичних посібників з усіх курсів, які увійшли до навчального плану.

## Нагороди і пам'ять
- Отримав 17 урядових нагород за військову службу та науково-педагогічну працю[1].
- 17 червня 1996 року астрономічній обсерваторії Миколаївського державного педагогічного інституту було присвоєно ім'я Каліненкова[1].
- Астероїд, відкритий Миколою Чернихом на Кримській астрофізичній обсерваторії, був названий названий 12976 Каліненков[1].
- 10 червня 2014, на честь 90-річчя з дня народження Каліненкова, на павільйоні телескопу ЗТС-702 встановлено гранітну меморіальну дошку на його честь[1].